# 和平圆环

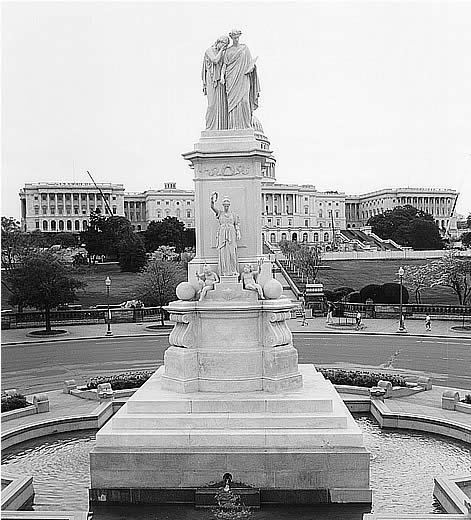

和平圆环（Peace Circle）是美国华盛顿哥伦比亚特区的一个交通环岛，位于宾夕法尼亚大道和1街交汇处。其中心是和平纪念碑，又名海军纪念碑，纪念美国内战中死亡的海军。顶部为寓言雕塑，西南侧面向美国国会大厦的是和平雕像，在西北侧，是维多利亚、玛尔斯和尼普顿。纪念碑毗邻国会倒影池。由富兰克林·西蒙斯雕刻，于1878年完成。